# Potaninův ledovec
Potaninův ledovec je největší údolní ledovec Altaje na území Mongolska. Nachází se v Bajanölgijském ajmagu mezi skupinou kolem hory Tavan Bogd a vlastním Mongolským Altajem. Firnová část se nachází v nadmořské výšce 3630 m a jazyk klesá až k 2900 m. Dolní část je pokrytá morénou. Je dlouhý 19 km, široký 2,5 km a jeho plocha je 56,5 km². Ledovec je vodním zdrojem pro řeku Cagan, která je levým přítokem řeky Chovd.

## Historie
Ledovec objevil v roce 1905 ruský vědec V. I. Sapožnikov a pojmenoval jej po ruském zeměpisci a etnografovi G. N. Potaninovi.